# Cathédrale anglicane São Paulo de Lisbonne
La cathédrale de São Paulo (anciennement connue comme Couvent de Notre Dame des Remèdes ou Couvent des Marianos) est la cathédrale anglicane de Lisbonne, siège de l'Église lusitanienne catholique apostolique evangélique. Elle est située dans la freguesia de Prazeres.

## Histoire
La cathédrale se trouve sur ce qui était un couvent des Carmes Déchaux, fondé en 1606 et terminé en 1611, en style maniériste. Après l'abolition des ordres religieux et la destitution des moines, le bâtiment a été requisitionné et utilisé depuis 1835 comme caserne. Le bâtiment a été mis en vente aux enchères publiques en 1872, et acheté par l'Église libre d'Écosse du culte presbytérien, ce qui a causé beaucoup de controverses. Depuis 1898 l'église est propriété de l'Église lusitanienne catholique apostolique evangélique.